# Calilena umatilla
Calilena umatilla är en spindelart som beskrevs av Chamberlin och Ivie 1941. Calilena umatilla ingår i släktet Calilena och familjen trattspindlar. Utöver nominatformen finns också underarten C. u. schizostyla.